# ボードゲームギーク
ボードゲームギーク（英語: BoardGameGeek、BGG）は、ボードゲーム愛好者のためのオンラインフォーラムと、ユーロゲームやウォー・シミュレーションゲーム、カードゲームを含む、84,000種類を超える様々なボードゲームのデータベースからなるインターネットサイトである。 データベースの特徴として、ユーザーがゲームに1-10点の点数を付けることができ、そのランキングを出している。

## 概要
ボードゲームギークは、2000年1月にスコット・アルデン（Scott Alden）とデルク・ソルコ（Derk Solko）により設立された。2006年から、登録ユーザーの投票で決定される、年間最優秀新作ボードゲームを表彰するゴールデンギーク賞（Golden Geek Award）という賞を設けている。
また、2005年から年1回、ゲームをプレイすることに焦点を置いた、BGG.CONというボードゲームのコンベンションを開催している。新作ゲームが展示され、コンベンションのスタッフがルールを教える役割を果たしている。
2010年には、「類を見ないボードゲームとカードゲームのデータベースであり、オンラインコミュニティとしての権威を認められている」として、ダイアナ・ジョーンズ賞を受賞した。また同年、ドイツのゲッティンゲン市から、「ゲーム界での素晴らしい偉業」に対し「Inno-Spatz」賞が授与された。